# Juan Germán Roscio (municipalité)
Pour les articles homonymes, voir Roscio.
Juan Germán Roscio est l'une des quinze municipalités de l'État de Guárico au Venezuela. Son chef-lieu est San Juan de Los Morros, capitale de l'État. En 2011, la population s'élève à 126 178 habitants.

## Géographie

### Subdivisions
La municipalité est divisée en trois paroisses civiles avec, chacune à sa tête, une capitale (entre parenthèses) :
- Cantagallo (Cantagallo) ;
- Parapara (Parapara) ;
- San Juan de Los Morros (San Juan de Los Morros).